# Europastraße 843
Die Europastraße 843 (kurz: E 843) ist eine etwa 94 Kilometer lange Europastraße des Zwischennetzes, die, von Norden nach Süden verlaufend, in der italienischen Region Apulien die Städte Bari und Tarent verbindet.

## Verlauf
Die Europastraße trennt sich bei der Anschlussstelle Bari Nord von der Europastraße 55 und setzt die Autostrada A14 in südlicher Richtung fort, passiert die Anschlussstellen Bari Sud, Acquaviva delle Fonti, Gioia del Colle und Mottola-Castellaneta und weiter die Mautstelle Taranto Nord und erreicht schließlich bei Massafra die Strada Statale 7 Via Appia, die im Hafengebiet von Tarent auf die Europastraße 90 (nach Westen Strada Statale 106 Jonica, nach Osten Fortsetzung der Strada Statale 7) trifft.